# Montreuil-en-Caux
Montreuil-en-Caux é uma comuna francesa na região administrativa da Normandia, no departamento de Sena Marítimo. Estende-se por uma área de 9,39 km². Em 2010 a comuna tinha 513 habitantes (densidade: 54,6 hab./km²).